# 3802 Dornburg
3802 Dornburg è un asteroide della fascia principale. Scoperto nel 1986, presenta un'orbita caratterizzata da un semiasse maggiore pari a 2,2845704 UA e da un'eccentricità di 0,1639669, inclinata di 4,43896° rispetto all'eclittica.